# Видача козаків у Лієнці

«Видача козаків у Лієнці», С. Г. Корольков

Ви́дача козакі́в у Ліє́нці — один з епізодів Другої світової війни, що трапився у місті Лієнц (нім. Lienz in Osttirol; не плутати з містом Лінц), Австрія у квітні 1945 р.
Згідно з домовленостями, що були досягнуті на Ялтинській конференції між Сталіним та Черчиллем, британське керівництво зобов'язалось після завершення війни передати СРСР усіх полонених та переміщених осіб, які були громадянами СРСР станом на 1939 рік. Багато з них свідомо боролися проти більшовиків, від яких зазнали нелюдської жорстокості, злочинів та матеріальних втрат за доби розкозачення та голодоморів 1920-30-х рр. у СРСР (див.Голодомори в Україні, Голодомор на Кубані). З колишніми громадянами СРСР, англійці також видали багатьох козацьких емігрантів 1920-х років, які ніколи не мали радянського громадянства.
До 1 червня 1945 р. понад 25 000 (за іншими даними 50 000 — 70 000) представників козачих військ, зокрема кубанських, донських, терських козаків та північнокавказців Козачого стану (козачі підрозділи у складі вермахту) та їх жінок і дітей було видано британськими військами СРСР. Серед виданих — козацькі борці з більшовиками часів Кубанської Народної Республіки та Республіки Війська Донського (1918–1920 рр.) та їх прибічники: Андрій Шкуро, донець Петро Краснов, північнокавказець Султан-Ґерай Клич.
Багато людей покінчили життя самогубством за час чи після видачі, у залізничних вагонах дорогою до СРСР. Деякі були страчені органами НКВС на місці як вороги народу. Майже всі видані козаки та родини були відправлені до таборів, де значна їх частина загинула. Генерали Краснов, Шкуро, Султан-Ґерай Килич, які не мали радянського громадянства, і Доманов були страчені у Москві у 1947 р.. Останній був громадянином СРСР і з 1918 р. по 1941 рік проживав постійно в РРФСР, ба навіть, служив у 1918 в Червоній армії, і в 30-х був агентом НКВС.
На кладовищі у Лієнці та в братських могилах поховано близько 700 загиблих; ще близько 600 осіб, які кинулися до річки й втопилися, поховані у різних місцях униз за течією. Щороку 1 червня на кладовищі проводиться панахида РПЦЗ.
З виданих англійцями СРСР колишніх білоемігрантів після сталінських таборів залишилися живими з десяток людей, яким потім Хрущов дозволив повернутися на Захід.
Офіційне ставлення сучасної російської влади до козаків, які боролися проти більшовиків у роки Другої світової війни, незмінно негативне.
На останньому переписі населення Росії, який проводився у 2002 р., у бланках було дозволено вказувати «козак» як субнаціональність для росіян та українців. Козацькі збройні формування виконують державні охоронні функції та підтримуються за бюджетні кошти. У Москві біля Храму Всіх Святих (м. Сокол) було встановлено пам'ятник козакам, виданим у Лієнці; там же щорічно відбувається поминання виданих козаків). З початком спілкування РПЦ і РПЦЗ тенденція вшанування пам'яті козацького антибільшовицького (у тому числі «білого») руху набирає сили.